# 416 Vaticana
A 416 Vaticana (ideiglenes jelöléssel 1896 CS) a Naprendszer kisbolygóövében található aszteroida. Auguste Charlois fedezte fel 1896. május 4-én.